# Araneus diabrosis
Araneus diabrosis är en spindelart som först beskrevs av Charles Athanase Walckenaer 1842.  Araneus diabrosis ingår i släktet Araneus och familjen hjulspindlar.
Artens utbredningsområde är New South Wales. Inga underarter finns listade i Catalogue of Life.